# Toca da Boa Vista
Toca da Boa Vista é a maior caverna brasileira, localizada em Campo Formoso, Bahia. É também a maior do hemisfério sul, com cem quilômetros de extensão.
A Toca da Boa Vista está inserida no meio do sertão do estado, a 550 km da capital Salvador. O local é muito árido, com precipitações anuais inferiores a 500 mm sendo a caatinga a vegetação predominante. Existem vários povoados espalhados ao longo do seu vasto território sendo o de Lage dos Negros, o mais próximo da Toca. Em uma só região estão as duas maiores cavernas brasileiras, a Toca da Boa Vista e a Toca da Barriguda, com 105 e 30 km, respectivamente.

## Grutas
Os processos que atuaram na formação das cavernas foram anteriores aos que moldaram a paisagem. Até mesmo as suas entradas são acidentes decorrentes do rebaixamento superficial e, provavelmente, posteriores à sua existência. Segundo as teorias mais aceitas, a gênese dessas cavidades está associada à dissolução da rocha por soluções ricas em ácido sulfúrico proveniente das águas subterrâneas.
O resultado disso foi a formação de grutas labirínticas, num padrão nada comum a outros locais do Brasil. Para se ter uma ideia desta complexidade, a Toca da Boa Vista (105 km) está inserida em uma área com cerca de 3 km².
Esse fenômeno particular atuou em uma ampla faixa carbonática da região, podendo ser observado em várias outras cavidades.
Neste contexto há a Toca da Barriguda. Situada a menos de 700 m da Boa Vista, já é a segunda maior caverna brasileira (30 km) tendo inúmeras galerias a serem exploradas. Isso sem falar da possibilidade de se encontrar uma conexão entre as duas, que resultaria um super sistema com potencial para mais de 200 km.
Atualmente as grutas da região encontram-se quase completamente secas e com uma temperatura interna que chega perto dos 30 graus. Além disso, existem espessas camadas de sedimento cobrindo várias galerias e inúmeros depósitos fossilíferos.

## Explorações
As explorações da Toca da Boa Vista iniciaram em 1987, sendo até o momento foram topografados 105 km em 21 expedições. Contudo é certo que o potencial da gruta, atualmente a 13ª maior do mundo, deva superar a marca dos 150 km. A sua complexidade e aridez demandavam técnicas mais avançadas de exploração e mapeamento daquelas adotadas até então. A topografia experimentou vários equipamentos e métodos buscando aprimorar a continuidade dos trabalhos, a orientação das equipes e a precisão necessária a esse tipo de cavidade.
As expedições a Campo Formoso normalmente são realizadas ao final de cada ano, tendo a duração de 2 a 3 semanas. Participações de outros grupos são bem vindas, mas devem ser acertadas com antecedência.